# Arrigo Cappelletti
Arrigo Cappelletti (Brunate, 12 febbraio 1949) è un pianista, compositore e saggista italiano di musica jazz.

## Biografia
Comincia a suonare jazz negli anni settanta dopo anni di insegnamento della Filosofia nei Licei, alternando l'attività di pianista a quella di docente di jazz in numerose scuole pubbliche e private e, a partire dal 2001, nei conservatori di Sassari, Reggio Calabria, Alessandria. Dal 2006 è docente di jazz al Conservatorio Benedetto Marcello di Venezia, dove dirige il Dipartimento di Jazz e organizza seminari e concerti.
È considerato un pianista curioso, sperimentale, ma anche ricercatore e profondo studioso, come mostrano non solo la sua costante ricerca musicale ma i numerosi libri da lui scritti, dedicati a Paul Bley, Thelonious Monk e più in generale alla riflessione su jazz e filosofia.
Nel 1982 registra il suo primo album Residui per la Cooperativa La Pera di Bologna in trio con Paolo Dalla Porta e Filippo Monico. A partire dallo stesso anno e fino al 1989, la sua attività si svolge prevalentemente in trio con il batterista Massimo Pintori e numerosi contrabbassisti (Roberto Della Grotta, Piero Di Rienzo, Piero Leveratto, Luca Garlaschelli, Barre Phillips, Hami Haemmerli), rivelandosi secondo il critico americano Art Lange un melodista, fornito di una notevole capacità di improvvisare con semplicità e lirismo e con una attitudine pensosa, sovente introspettiva.
Nel 1986 chiama a far parte del suo quartetto il sassofonista pugliese Roberto Ottaviano, con cui registra l'album Samadhi, su composizioni sue e del saxofonista pugliese, segnalato, come altri suoi dischi, con quattro stelle su The Penguin Guide to Jazz.
Nel 1989, fonda il primo gruppo italiano di tango-jazz, il New Latin Ensemble con Gianni Coscia, Giulio Visibelli, Maurizio Dehò e Hami Haemmerli, con composizioni sue ispirate ad Astor Piazzolla. Con tale gruppo registra nel 1990 l'album Pianure.
Nel 1990, sempre seguendo il progetto di un jazz ispirato al tango argentino, inizia la collaborazione con il bandoneonista parigino Olivier Manoury che darà luogo all'album Transformations (Silex-Francia) e alla partecipazione a numerosi festival.
Nel 1992 collabora con l'Orchestra Nazionale di Jazz diretta da Giorgio Gaslini. Dal 1991 al 1995 collabora in numerosi concerti in duo con la cantante Mia Martini. Nel 1994 crea un trio con Gioconda Cilio e Gianni Coscia su composizioni sue e testi di poeti del novecento. Con questo gruppo registra due album, nel 1994 (Todos los nombres del agua) e 1996 (The Moon and The Cat).
Nel 1998 partecipa all'Expo di Lisbona e inizia una lunga collaborazione con musicisti portoghesi di Fado (Alexandra, Ana Moura, Jorge Fernando, Custodio Castelo). Con loro e alcuni musicisti italiani da lui invitati (Daniele Di Bonaventura, Davide Zaccaria, Fausto Beccalossi, Flavio Minardo) dà luogo a un progetto di sue composizioni su testi di poeti portoghesi del novecento, che porterà all'album Terras do risco (Amiata) e a numerosi concerti in Italia e Portogallo.
Nel 2002-2003 collabora in Russia con la cantante e attrice Polina Runovskaya, con un repertorio di sue canzoni tradotte in russo dalla cantante e di romanze popolari russe liberamente rivisitate. Nel 2005 ritorna al trio (sua vecchia passione dagli anni ottanta) con l'album In New York con John Hebert e Jeff Hirshfield, registrato a New York.
Dal 2005 a oggi inizia una serie di collaborazioni con grandi esponenti dell'avanguardia statunitense (Ralph Alessi, Mat Maneri, John Hebert, Bruce Ditmas) con i quali e con il saxofonista Giulio Martino e il chitarrista Andrea Massaria coltiva la sua passione per un free jazz lirico e di ricerca, spesso su testi dello scrittore e satirist Corvorosso (Furio Sandrini).
Contemporaneamente approfondisce la sua riflessione su pianisti anti-convenzionali, sghembi ed austeri come Paul Bley, Andrew Hill, Thelonious Monk dedicando a quest'ultimo un doppio album su nastro esaltato dal grande pianista Martial Solal.

## Discografia

### Album
- 1982 - Residui
- 1984 - Bianco e nero
- 1986 - Samadhi (con Roberto Ottaviano)
- 1987 - Reflections
- 1989 - Open Spaces (con Barre Phillips)
- 1990 - Pianure (con Gianni Coscia)
- 1992 - Singolari equilibri (con Bill Elgart)
- 1993 - Transformations (con Olivier Manoury)
- 1995 - Todos los nombres del agua (con Gioconda Cilio, Gianni Coscia)
- 1997 - Ananda
- 1998 - The Moon And The Cat (con Stefano Maltese)
- 1999 - Freetango (con Giulio Visibelli)
- 2001 - Terras do risco (con Alexandra)
- 2001 - Spirituals And Christmas Songs
- 2002 - Little Poems (con Steve Swallow)
- 2004 - The Kid (con Giulio Visibelli)
- 2005 - Trio In New York (con John Hebert, Jeff Hirshfield)
- 2007 - Hard Lights (con Ralph Alessi)
- 2009 - Intermittenze (con Andrea Massaria)
- 2010 - In A Lyrical Mood (con John Hebert, Jeff Hirshfield)
- 2011 - Metamorphosis (con Mat Maneri)
- 2011 - Mysterious (con Giulio Martino)
- 2012 – Reinventing Thelonius
- 2013 - Hot Music (con Giulio Martino, Sergio Orlandi)
- 2015 – Homage To Paul Bley (con Furio Di Castri, Bruce Ditmas)
- 2018 - Memories of the last century (con Pietro Girardi)

## Pubblicazioni
- Il profumo del jazz, Esi, Napoli, 1996, ISBN 88-8114-281-3
- Paul Bley. La logica del caso, Lepos, Palermo, 2004 ISBN 88-8302-236-X
- (EN)  Paul Bley. The Logic of Chance, 2010, Vehiculepress, Montreal, ISBN 978-1-55065-252-9
- (EN)  Improvisation As a Real and Metaphorical Journey in Eurojazz Land, AAVV , Northeastern University, 2012, ISBN 978-1-58465-864-1, pp. 123–140
- La filosofia di Thelonius Monk, Mimesis, Milano-Udine, 2014, ISBN 978-88-5752-210-4
- Le avventure di un jazzista filosofo, Arcana, 2016, ISBN 978-88-6231-907-2